# Публічна і національна бібліотека Гренландії

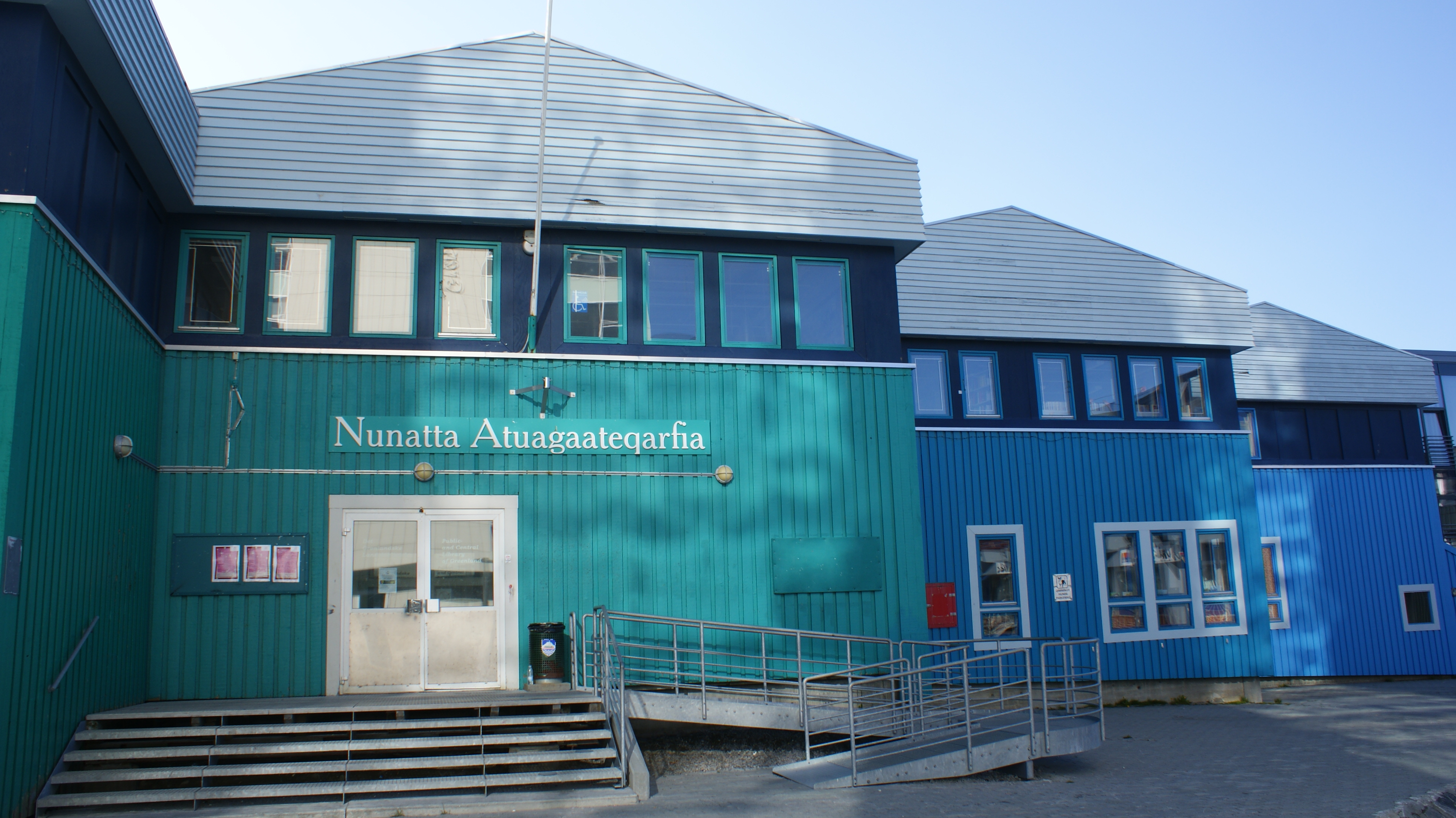
Nunatta Atuagaateqarfia

Публічна і національна бібліотека Гренландії (гренл. Nunatta Atuagaateqarfia) — публічна і національна бібліотека Гренландії, розташована в столиці Гренландії місті Нуук. Цей заклад є найбільшою бібліотекою Гренландії, призначеною зберігати національне культурне та історичне надбання.

## Колекції
Фонди бібліотеки розподілено між двома сховищами — публічною бібліотекою в центрі міста та Ilimmarfik, кампусом Гренландського університету, розташованим в окрузі Нуусуак міста Нуук, де зберігається Groenlandica — колекція історичних матеріалів, дотичних до Гренландії. Станом на 1 січня 2008 року у базі даних бібліотеки Ilimmarfik було 83324 одиниць зберігання